# Município Amboim
Município Amboim är en kommun i Angola.   Den ligger i provinsen Cuanza Sul, i den västra delen av landet, 260 km sydost om huvudstaden Luanda.
I omgivningarna runt Município Amboim växer huvudsakligen savannskog. Runt Município Amboim är det glesbefolkat, med 17 invånare per kvadratkilometer.